# Bataille de Marino
Grand Schisme d'Occident
La Bataille de Marino entre les troupes de mercenaires italiens à la solde du pape Urbain VI et celles françaises composées surtout de Bretons à la solde de l'antipape Clement VII eut lieu le 30 avril 1379 à l'endroit appelé de nos jours "La vallée des morts" en aval de Marino, sur la route de Grottaferrata (à 12 miles au nord de Rome).

## Origine
Cette bataille fait partie du conflit entre le pape italien Urbain VI et l'anti pape français Clement VII faisant suite au Grand Schisme d'Occident.

## La Bataille
Les militaires français campèrent sur le site de l’actuel Ciampino, on retrouve encore aujourd’hui les toponymes : « Mura dei Francesi » (murs des Français) et « casale dei Francesi » (hameau des Français) . À la suite de l'avancée des troupes de Alberici da Barbiano, Montoje, commandant des troupes françaises, ordonna à ses troupes de se retirer vers Marino, dont la forteresse était tenue par Giordano Orsini, partisan de l’antipape Clement VII.
Les troupes finirent par se rencontrer dans l’étroite vallée sous les murs du château de Marino. Les Bretons campés en aval de Marino, les Italiens sur le Col Cimino, petite hauteur fortifiée.
L’affrontement dura 5 heures et la cavalerie française fut défaite par la Compagnia di San Giorgio composée uniquement de soldats Italiens et fondée par Alberico da Barbiano.
Ce dernier, vainqueur, entra triomphalement à Rome et le pape vint à sa rencontre les pieds nus lui remettant un grand étendard blanc barré d’une croix rouge sur lequel était inscrite la maxime "LI-IT-AB-EXT" (L'Italie libérée des barbares).

## Conséquences
Clément VII se trouvant en difficulté dut s’enfuir à Gaète et ensuite à Naples accueilli par la reine Jeanne Ire de Naples. Mais le peuple napolitain se souleva contre l’antipape étranger qui portait une fausse tiare et Clément VII dut de nouveau retourner à Gaète et de là en France où il avait le soutien du peuple et des gouvernants.
Le Grand Schisme d'Occident prit fin lors du Concile de Constance de l’an 1417, qui conforta le pape Martin V.

## Sources
- (it) Cet article est partiellement ou en totalité issu de l’article de Wikipédia en italien intitulé « Battaglia di Marino » (voir la liste des auteurs).